# Вилларикка
Вилларикка (итал. Villaricca) — город в Италии, располагается в регионе Кампания, в провинции Неаполь.
Население составляет 28 159 человек (на 2004 г.), плотность населения составляет 4363 чел./км². Занимает площадь 6,85 км². Почтовый индекс — 80010. Телефонный код — 081.
Покровителем населённого пункта считается San Rocco. Праздник ежегодно празднуется 16 августа.